# 日本翻訳連盟
日本翻訳連盟（にほんほんやくれんめい、英語: Japan Translation Federation, JTF）は、翻訳・通訳に関わる企業、団体、個人が会員となっている一般社団法人である。
翻訳・通訳業界に関する調査、研究、研修会、人材育成の実施のほか、国際会議等への参加を通じて、業界の振興を図り、もって我が国経済社会の発展に寄与することを目的とし、翻訳・通訳業界の持続可能な発展と健全化を目指している。

## 概要
1981年4月に任意団体として創立し、当初メンバーは翻訳学校と翻訳会社が合わせて十数社だった。1990年9月に経済産業省から認可を受け社団法人に、その後公益法人制度改革に伴って2012年4月から一般社団法人になった。
会員は法人会員、個人会員、および賛助会員から成り、2016年8月30日現在で法人会員が195社、個人会員が319名である。
実践的な実務翻訳技能を測定する「JTFほんやく検定」を実施している。同検定は、一般社団法人日本規格協会（JSA）の翻訳者評価登録センター（RCCT）による「翻訳者登録制度」で用いられる検定試験の1つとなっている。
翻訳業界イベント「翻訳祭」を年に1度実施しており、講演、パネルディスカッション、展示会、交流パーティーが催される。2016年11月の第26回の参加者は1,045人であった。

## 沿革
- 1981年4月 - 任意団体として日本翻訳連盟を創設。会長に川口寅之輔が就任[6]
- 1986年2月 - 翻訳士認定試験（現・ほんやく検定）を開始[7]
- 1988年5月 - 会長に勝田美保子（株式会社十印）が就任[6]
- 1990年9月 - 通商産業省（現・経済産業省）の認可を得て社団法人に
- 2006年6月 - 会長に東郁男（株式会社翻訳センター）が就任[6]
- 2012年4月 - 公益法人制度改革に伴い一般社団法人に
- 2020年6月 - 会長に安達久博（ 株式会社サン・フレア）が就任[8]
- 2024年6月 - 会長に二宮俊一郎（株式会社翻訳センター）が就任[9]